# Passage Dubuffet
Passage Dubuffet är en passage i Quartier de Bercy i Paris tolfte arrondissement. Passagen är uppkallad efter den franske konstnären Jean Dubuffet (1901–1985). Passage Dubuffet börjar vid Avenue des Terroirs-de-France 53 och slutar vid Rue des Pirogues-de-Bercy 50.

## Bilder
| - Notre-Dame-de-la-Nativité de Bercy. - Parc de Bercy. - Cour Saint-Émilion. |

## Omgivningar
- Notre-Dame-de-la-Nativité de Bercy
- Parc de Bercy
- Cour du Ponant
- Cour Saint-Émilion
- Passage Saint-Émilion
- Passage Saint-Vivant
- Rue des Pirogues-de-Bercy
- Rue Lheureux
- Rue de Libourne
- Rue des Mâconnais
- Rue de Thorins

## Kommunikationer
- Tunnelbana – linje  – Cour Saint-Émilion
- Busshållplats Terroirs de France – Paris bussnät

### Webbkällor
- ”Passage Dubuffet”. Mairie de Paris. https://web.archive.org/web/20160303205647/http://www.v2asp.paris.fr/commun/v2asp/v2/nomenclature_voies/Voieactu/2972.nom.htm. Läst 7 oktober 2023.
- ”Passage Dubuffet”. Les rues de Paris. https://web.archive.org/web/20190926220116/http://www.parisrues.com/rues12/paris-12-passage-dubuffet.html. Läst 7 oktober 2023.